# FAZ-Index
| FAZ-Index      |              |
| ISIN           | DE0008469024 |
| WKN            | 846902       |
| RIC            | .FAZI        |
| Bloomberg-Code | FAZIA Index  |

Der FAZ-Index ist ein Aktienindex auf den deutschen Aktienmarkt, der seit 1961 von der Frankfurter Allgemeinen Zeitung (FAZ) börsentäglich berechnet wird. Damit ist er der älteste deutsche Aktienindex.

## Geschichte / Bedeutung
Der FAZ-Index wird seit dem 4. September 1961 ermittelt. Bis zur Einführung des DAX 1988 war der FAZ-Index der wichtigste Index auf den deutschen Aktienmarkt, der auch Basis für Indexprodukte war. Der DAX hat mit seiner Einführung diese Rolle übernommen.

## Ermittlung
Der relativ marktbreite FAZ-Index bildet die Kursentwicklung der 100 bedeutendsten Unternehmen, die ihren Hauptsitz in Deutschland haben und deren Aktien an der Frankfurter Wertpapierbörse gelistet sind, ab. Die Index-Mitglieder werden nach Marktkapitalisierung gewichtet. Das größte Gewicht im Index hatten am 8. April 2025 die SAP SE (12,6 %), die Deutsche Telekom (8,53 %) und die Siemens AG (5,74 %).
Der FAZ-Index ist ein Paasche-Index, d. h. die Gewichte der einzelnen Aktien sind im Zeitablauf veränderlich. Er ist ein Kursindex, d. h. die Ausschüttungen gehen nicht in die Indexentwicklung ein.
Die Indexbasis ist der Börsenwert zum Handelsschluss am 31. Dezember 1958, normiert auf einen Punktestand von 100.

### Branchenindices
Seit 1982 werden 12 Branchenindices ermittelt:
1. Banken
2. Versicherungen
3. IT und Elektronik
4. Bau und Immobilien
5. Versorger und Telekommunikation
6. Chemie und Pharma
7. Auto- und Zuliefererindustrie
8. Maschinenbau
9. Grundstoffe
10. Handel und Verkehr
11. Konsumgüter und Medien
12. Erneuerbare Energien

### Weitere Indices
Neben dem FAZ-Index gibt es folgende weitere Indices von der FAZ:
- der FAZ-Index als Performanceindex (statt als Kursindex) auf den deutschen Aktienmarkt
- der FAZ-Euro-Index auf europäische Aktien
- die FAZ-Euro-Branchenindices auf europäische Aktien
- der FAZ-Anleihenindex